# Old Alton Bridge
El Old Alton Bridge, también conocido como Goatman's Bridge, es un histórico puente de hierro que une las ciudades tejanas de Denton y Copper Canyon. Construido en 1884 por la King Iron Bridge Manufacturing Company, originalmente transportaba caballos y más tarde automóviles sobre el arroyo Hickory en un lugar que antaño fue un vado popular para cruzar ganado. El puente toma su nombre de la comunidad abandonada de Alton, que entre 1850 y 1856 fue la sede del condado de Denton. Este puente ha sido el tema de varias historias de fantasmas que tienen como protagonista a un fantasma vengativo.
El puente, muy transitado, se mantuvo en uso constante hasta 2001, cuando el tráfico de vehículos se trasladó a un puente adyacente de hormigón y acero. Antes del nuevo puente, los automovilistas tenían que hacer señales con el claxon antes de cruzar el tramo de un solo carril. El nuevo puente enderezó una curva pronunciada a ambos lados del arroyo y proporcionó más carriles de circulación.
Una vez eliminado el tráfico de vehículos, el puente se convirtió en un importante enlace entre las rutas de senderismo y ecuestres de Elm Fork y Pilot Knoll. Hoy en día, es un lugar popular para los entusiastas de la naturaleza y los fotógrafos. El Old Alton Bridge fue incluido en el Registro Nacional de Lugares Históricos el 8 de julio de 1988.

## Leyenda
A nivel local, el puente se conoce como Goatman's Bridge, ya que se dice que está embrujado por una figura mitad hombre mitad cabra llamada Goatman. La creencia se basa en la leyenda de un granjero de cabras negras llamado Oscar Washburn, de quien se decía que había trasladado a su familia a una residencia justo al norte del puente. Pocos años después, Washburn, conocido como un hombre de negocios honesto y de confianza y apodado por los lugareños el «Hombre Cabra», colocó un cartel en el puente de Alton que rezaba «Por aquí el Hombre Cabra». Pero el éxito de un hombre negro seguía siendo mal recibido por muchos y, en agosto de 1938, miembros del Ku Klux Klan cruzaron el puente y secuestraron a Washburn y a su familia. Colgaron una soga en el puente Old Alton y, tras asegurársela al cuello, lo arrojaron por la borda. Cuando miraron hacia abajo para ver si había muerto, la soga estaba hueca, vacía. Presas del pánico, regresaron a la casa de su familia y masacraron a su mujer y a sus hijos.
Los lugareños advierten que si se cruza el puente de noche sin faros (como se dice que hicieron los miembros del Ku Klux Klan), al otro lado se encontrará con el Goatman. Se dice que aparecen figuras fantasmales y luces extrañas en los bosques de los alrededores, así como informes de visitantes que han sido tocados, agarrados y a los que se les han arrojado piedras.
Esta leyenda ha hecho que la zona que rodea el viejo puente sea popular entre los investigadores de lo paranormal, como los equipos de Buscadores de fantasmas y BuzzFeed Unsolved: Supernatural.